# میسن-ویلهامس
میسن-ویلهامس (به آلمانی: Missen-Wilhams) یک شهر در آلمان است که در ابرالاگوی واقع شده‌است. میسن-ویلهامس ۱٬۴۱۲ نفر جمعیت دارد.